# دوبروهوشس (ناحیه ییندریخوف هرادتس)
دوبروهوشس (به چکی: Dobrohošť) یک منطقهٔ مسکونی در جمهوری چک است که در ناحیه ییندریخوف هرادتس واقع شده‌است. دوبروهوشس ۳٫۳۸ کیلومتر مربع مساحت و ۵۰ نفر جمعیت دارد و ۵۱۵ متر بالاتر از سطح دریا واقع شده‌است.